# 光叶柿
光叶柿（学名：Diospyros diversilimba）为柿科柿属下的一个种。

## 扩展阅读
- 維基物種上的相關：光叶柿